# Trinity (игра)
Trinity — компьютерная игра в жанре interactive fiction, написанная Брайаном Мориарти и опубликованная Infocom в 1986 году. Игра считается одной из лучших работ компании.
Сюжет игры объединяет исторические и фантастические элементы в стихотворение в прозе о разрушительной силе атомной бомбы и бесплодной природе войны в атомную эпоху. Название игры является отсылкой к состоявшемуся в июле 1945 года испытанию Тринити, в ходе которого произошёл первый ядерный взрыв. Это 12-я игра Infocom.

## Сюжет
Игровой персонаж проводит последний день отпуска в Кенсингтонских садах в Лондоне. Вероятность успешного обратного полёта в США уменьшается с каждой минутой в силу большого числа необычных причин. Орды нянек перекрыли все выходы из Садов, а трава активно сопротивляется попыткам пройти по ней. Самое худшее, что отблеск света на горизонте вскоре сообщает о появлении советской ракеты с ядерной боеголовкой. По мере приближения ракеты время начинает замедляться, и решив небольшие логические задачи, персонаж игрока находит странную дверь, висящую в воздухе. Дверь ведёт неизвестно куда, но это место в любом случае более привлекательно, чем эпицентр атомного взрыва.
Дверь ведёт в странное место, где существуют невозможные объекты. Пространство и время там ведут себя необычным образом. Исследуя это пространство, игрок находит ещё несколько странных дверей, каждая из которых ведёт к одному из мест, связанных с историей атомного оружия. Посетив места испытаний (в Сибири, Неваде и на атолле Эниветок), а также Нагасаки перед взрывом атомной бомбы, у игрока остаётся ещё одно возможное место назначения. Последняя дверь ведёт в 16 июля 1945 года в пустыню штата Нью-Мексико, за несколько минут до испытания, которое изменит ход истории. На месте испытания Тринити что-то не так, и без вмешательства игрока случится трагедия.

## Feelies
В комплект поставки Trinity входило несколько предметов, связанных с сюжетом игры, в том числе:
- карта места испытания Trinity;
- картонные солнечные часы со странными символами;
- «Иллюстрированная история атомной бомбы», «обучающий» комикс, наполненный ироничными замечаниями, относящимися к чувствам патриотизма, идеализма и джингоизма, окружавшим разработку атомного оружия;
- инструкция по складыванию бумажного журавлика.